# Arachnothryx perezii
Arachnothryx perezii là một loài thực vật có hoa trong họ Thiến thảo. Loài này được (Standl. ex Steyerm.) Steyerm. mô tả khoa học đầu tiên năm 1967.